# Enterosora ecostata
Enterosora ecostata là một loài dương xỉ trong họ Polypodiaceae. Loài này được Sodiro L.E. Bishop mô tả khoa học đầu tiên năm 1992.